# Тошо Дончев
Тошо Ангелов Дончев е съвременен български писател и преводач от унгарски език.

## Биография
Тошо Дончев е роден на 8 април 1944 г. в Будапеща в семейство на баща българин, по произход от село Драганово, и майка унгарка. Завършва българска филология в Будапещенския държавен университет „Лоранд Йотвьош“, като два семестъра следва в България.
Превел е пет романа от български писатели, десетки разкази и студии, писал е литературна критика. Занимава се със социология и публицистика, доктор е на социологическите науки (1984).
От 1991 г. е председател на Българското републиканско самоуправление, става директор на културния дом на Дружеството на българите в Унгария и основава сп. „Хемус“.
Член на Съюза на унгарските писатели, а от 2014 г. – на Съюза на българските писатели.
Директор на Унгарския културен институт в София (2011 – 2015).

## Творчество
През 2000 г. издателство „Литературен форум“ отпечатва на български книгата му със студии и есета „Българи от ново време“.
По-късно излизат: 
- „Прокълнатото щастие на леля Ица“ (Жанет 45, 2008)
- „Вълчи вой – кучи лай“ (Жанет 45, 2012)
- „Умната! Или петте правила на щастието“ (2013)
- „Унгарска графика“ (2013)
- „За делничните добродетели“ (Литературен форум, 2018)
- „Роса по залез“ (Литературен форум, 2019)
- „Хайдушка гощавка“ (Литературен форум, 2022)

## Отличия и награди
Носител на ордените „Св. св. Кирил и Методий“ (1990) и „Мадарски конник“ – I степен (2000), Държавна награда „Св. Паисий Хилендарски“ (2003), „Златен век“ – печат на Симеон Велики (2014 и 2016), както и на унгарски отличия, сред които „Рицар на унгарската култура“ (2012) – за особени заслуги в развитието на българо-унгарските културни връзки, грамота и орден на списание „Напут“ (2013), награда „Трети март“ на Българското републиканско самоуправление (2023) и наградата „Justitia Regnorum Fundamentum“ (2024).
През 2024 г. става лауреат на Международния литературен конкурс „Алеко“ за кратък хумористичен разказ – за разказа си „Между гулаша и шкембето“.